# Priština
Priština (albansko Prishtinë ali Prishtina, , srbsko Приштина, latinizirano: Priština) je glavno mesto Republike Kosovo, delno priznane države na Balkanu, ki je razglasila neodvisnost 17. februarja 2008. Je tudi upravno središče istoimenskega okrožja in občine.
Z 227.466 prebivalci (leta 2024) je Priština največje mesto na Kosovu. Prebivalci Prištine so večinoma Albanci, nekaj pa je tudi Srbov, Turkov, Bošnjakov, Romov in drugih. V mestu imata svoj sedež kosovska vlada, prav tako je Priština upravno, izobraževalno in kulturno središče Kosova. Tu sta tudi univerza, Kosovska akademija znanosti in umetnosti ter mednarodno letališče z IATA-kodo PRN in ICAO-kodo BKPR.
Priština je zaradi svoje lege v središču države glavno mesto in gospodarsko, finančno, politično in trgovsko središče Kosova. Je sedež oblasti vlade Kosova, delovna rezidenca predsednika in premierja Kosova ter parlament Kosova. Priština je tudi najpomembnejše prometno vozlišče Kosova za zračni, železniški in cestni promet. Mednarodno letališče Priština je največje letališče v državi in eno največjih v regiji. Iz mesta se razteza vrsta hitrih cest in avtocest, kot sta R 6 in R 7, ki ga povezujejo z Albanijo in Severno Makedonijo. Priština bo leta 2030 gostila sredozemske igre.

## Etimologija
Ime Priština je izpeljano iz slovanske osnove *Prišьčь, svojilnega pridevnika osebnega imena *Prišьkъ (izpričan dandanes v kajkavskem priimku Prišek, v starpoljskem osebnem imenu Przyszek in poljskem priimku Przyszek) s pripono -ina 'pripadajoče X-u in njegovim ljudem'. Ime *Prišьkъje verjetno patronim iz osebnega imena *Prišь, ohranjeno v poljskem priimku Przysz in lužiškem Priš, hipokorizem iz slovanskega osebnega imena Pribyslavъ.
Prebivalci Prištine se imenujejo Prishtinali ali Prishtinas v albanščini; v knjižni srbščini so Prištinci (Приштинци), v mestnem narečju pa Prištevci (Приштевци)

## Zgodovina

### Zgodnji razvoj
Območje Prištine je bilo naseljeno že od neolitika, po letu 7000 pr. n. št. na Balkanu, s strani zgodnjih evropskih kmetov: Starčevska kultura, ki mu je sledilo Vinčanska kultura, Badenska kultura in nazadnje Bubanj-Hum. Najzgodnejše priznane omembe so bile odkrite v Gračanici, Matiçanu in Ulpiani.
V zgodnji železni dobi se na Kosovu pojavlja izrazito dardanska lokalna različica ilirske kulture Glasinac-Mati, ki je še posebej razširjena v naseljih na vrhu hriba. Na območju Prištine se naselje na vrhu hriba pojavlja od 8. stoletja pr. n. št. na nadmorski višini 685 metrov v bližini vasi Tenešdol, približno 16 kilometrov severno od središča mesta Priština. Lončene najdbe kažejo, da je bilo območje morda v uporabi že od bronaste dobe. Zdi se, da je naselje vzdrževalo trgovinske stike na dolge razdalje, kot kaže najdba posode skifos iz egejske Grčije. V 4. stoletju pred našim štetjem je bilo v regiji ustanovljeno Dardansko kraljestvo.
Ulpiana je bilo pomembno rimsko mesto na Balkanskem polotoku in je bilo v 2. stoletju pred našim štetjem razglašeno za municipij. Sredi 9. stoletja je bilo prepuščeno Prvemu bolgarskemu cesarstvu.

### 11. do 16. stoletje
V začetku 11. stoletja je Priština padla pod oblast Bizantinskega cesarstva, območje pa je bilo vključeno v temo z imenom Bolgarija. Med koncem 11. in sredino 13. stoletja je bila večkrat prepuščena Drugemu bolgarskemu cesarstvu.
Leta 1315 je kralj Stefan Milutin ustanovil bližnji samostan Gračanica. Stefan Dušan je kot svoj dvor uporabljal lokacijo na območju Prištine, preden se je sčasoma preselil v bližino Skopja, ko je svojo oblast premikal proti jugu. Prvi zgodovinski zapis, ki omenja Prištino z njenim imenom, sega v leto 1315–1318 v krizobuli Banjske blizu Mitrovice. Prvi kratek opis naselja kot mesta je nekaj let pozneje podal bizantinski cesar Ivan VI. Kantakuzen med svojim obiskom Stefana Dušana na njegovem kraljevem dvoru, v katerem je Prištino opisal kot »neutrjeno vas«. V času Kraljevine Srbije v začetku 14. stoletja je glavna pot med Zahodnim Balkanom in Konstantinoplom potekala skozi Prištino. Po bitki na Kosovskem polju je Priština padla pod okrilje Srbskega despotata pod knezom Stefanom Lazarevićem. Med Lazarevićem in Đurađem Brankovićem se je razvil hud spor, ki je privedel do odprtega konflikta, Priština pa je bila v letih 1409 in 1410 prizorišče hudih bojev. Na prelomu 15. stoletja, v času Srbskega despotata, je bila Priština pomembno trgovsko središče za srebro, saj je veliko trgovcev prihajalo iz Dubrovniške republike.
Med koncem 14. in sredino 15. stoletja se je v mestu postopoma uveljavljala osmanska oblast. Leta 1477 je imela Priština majhno muslimansko prebivalstvo. Naselje je takrat imelo približno 300 gospodinjstev. Približno 3/4 jih je bilo krščanskih in 1/4 muslimanskih. V 15. stoletju je bil v mestu zabeležen toponim Arnaut, kar kaže na prisotnost Albancev. Defter iz leta 1487 je zabeležil 412 krščanskih in 94 muslimanskih gospodinjstev v Prištini, ki je bila takrat upravno del sandžaka Vičitrina. Po osmanskih defterjih iz 16. stoletja je bila Priština močno islamizirana, saj je imela več kot polovica prebivalstva muslimanska imena. Med prebivalci se pojavljajo islamizirana albanska imena, medtem ko so imele krščanske soseske pravoslavna slovanska, krščanska in albanska imena.

### 17. do 20. stoletje
Med avstrijsko-turško vojno konec 17. stoletja so prebivalci Prištine pod vodstvom katoliškega albanskega duhovnika Pjetëra Bogdanija prisegli zvestobo avstrijski vojski in priskrbeli vojake. Prispeval je 6000 albanskih vojakov avstrijski vojski, ki je prispela v Prištino. Po besedah Noela Malcolma je mesto v 17. stoletju naseljevalo večinsko prebivalstvo 15.000 muslimanov, verjetno Albancev, a zelo verjetno tudi nekaj Slovanov.[32] Viri iz 17. stoletja omenjajo mesto kot »ležeče v Albaniji«. Avstrijski vojaški arhivi iz let 1689–90 omenjajo »5000 muslimanskih Albancev v Prištini, ki so se uprli Turkom«. Gjergj Bogdani, nečak Pjeterja Bogdanija, je kasneje zapisal: »Mojega strica so našli že mrtvega in pokopanega, izkopali iz groba in ga vrgli kot hrano psom sredi Prištine.«
V 18. stoletju je zgodovina mesta manj dokumentirana, čeprav novejši podatki kažejo na redno življenje v mestu po veliki turški vojni. Medtem ko je mesto v prvih nekaj desetletjih obnavljalo svojo infrastrukturo, je v drugi polovici stoletja bolj znano po vladavini lokalne fevdalne družine Gjinolli.
Maja 1901 so Albanci oropali in delno požgali Prištino.
Vendar je Kraljevina Srbija nasprotovala načrtu za Veliko Albanijo in se zavzemala za delitev evropskega ozemlja Osmanskega cesarstva med štirimi balkanskimi zavezniki. 22. oktobra 1912 so srbske sile zavzele Prištino. Vendar pa je Bolgarija, nezadovoljna s svojim deležem v prvi balkanski vojni, leta 1915 okupirala Kosovo in Prištino prevzela pod bolgarsko okupacijo.
Med poboji Albancev v balkanskih vojnah je Priština utrpela številna grozodejstva; srbska vojska je 22. oktobra vstopila v Prištino. Albanska in turška gospodinjstva so bila plenjena in uničena, ženske in otroci pa so bili ubiti.[42] Danski novinar s sedežem v Skopju je poročal, da je srbska kampanja v Prištini »dobila značaj grozljivega pokola albanskega prebivalstva«. V prvih dneh srbske okupacije je bilo v Prištini umorjenih približno 5000 ljudi. Dogodki so bili interpretirani kot zgodnji poskus spremembe demografije regije. V mesto so pripeljali srbske naseljence, srbski premier Nikola Pašić pa je kupil 491 hektarjev zemlje. Prištinčani, ki so nosili plis, so bili tarča srbske vojske; tisti, ki so nosili turški fes, so bili varni, cena fesa pa se je strmo dvignila.
Konec oktobra 1918 je 11. francoska kolonialna divizija prevzela Prištino in 1. decembra 1918 vrnila Prištino nazaj v takratno »Prvo Jugoslavijo«. Septembra 1920 je odlok o kolonizaciji novih južnih dežel omogočil srbskim kolonistom prevzem velikih osmanskih posesti v Prištini in zemlje, zasežene Albancem. Od leta 1929 do 1941 je bila Priština del Vardarske banovine Kraljevine Jugoslavije.
17. aprila 1941 se je Jugoslavija brezpogojno predala silam osi. 29. junija je Benito Mussolini razglasil veliko Albanijo, pri čemer je bila večina Kosova pod italijansko okupacijo združena z Albanijo. Sledili so množični poboji Srbov, zlasti kolonistov, in eksodus desettisočev Srbov. Po kapitulaciji Italije je nacistična Nemčija prevzela nadzor nad mestom. Maja 1944 so enote 21. gorske divizije Waffen SS Skenderbeg (1. albanske), ki so jo sestavljali večinoma muslimanski Albanci, aretirale 281 lokalnih Judov. Jude so kasneje deportirali v Nemčijo, kjer so jih mnogi ubili.

#### Vojna na Kosovu
Potem ko je nekdanji srbski predsednik Slobodan Milošević leta 1989 zmanjšal avtonomijo Kosova, je jugoslovanska vlada po vsem Kosovu uvedla ostro represiven režim, pri čemer so bili Albanci večinoma izgnani iz državnih podjetij in institucij. Vloga LDK je pomenila, da je Priština, ko je Osvobodilna vojska Kosova od leta 1996 naprej začela napadati srbske in jugoslovanske sile, ostala večinoma mirna do izbruha vojne na Kosovu marca 1999. Priština je bila prihranjena obsežnemu uničenju v primerjavi z mesti, kot sta Gjakovica ali Peć, ki sta močno trpeli zaradi srbskih sil. Zaradi njihovega strateškega pomena pa so bili med zračnimi napadi Nata v Prištini zadeti številni vojaški cilji, vključno s pošto, policijskim sedežem in vojašnico, današnjim garnizonom Adema Jasharija na cesti proti Kosovu Polju.
V Prištini je izbruhnilo obsežno nasilje. Srbske in jugoslovanske sile so obstreljevale več okrožij in skupaj s paravojaškimi enotami izvajale obsežne izgone etničnih Albancev, ki jih je spremljalo obsežno plenjenje in uničevanje albanske lastnine. Mnogi od izgnanih so bili napoteni na vlake, ki so bili očitno pripeljani na glavno postajo v Prištini z izrecnim namenom deportacije na mejo Republike Makedonije, kjer so bili prisiljeni v izgnanstvo.
Večinsko albansko prebivalstvo je v velikem številu pobegnilo iz Prištine, da bi ubežalo srbski politiki in paravojaškim enotam. Prve enote Nata, ki so v mesto vstopile v začetku junija 1999, so bile norveške specialne enote iz FSK Forsvarets Spesialkommando in vojaki britanske posebne letalske službe 22 S.A.S, čeprav so na diplomatsko zadrego Nata na letališče najprej prispele ruske enote. Stanovanja so bila nezakonito zasedena, romska naselja za mestnim parkom pa so bila požgana. Med vojno je NATO napadel več strateških ciljev v Prištini, vendar se zdi, da je bila resna fizična škoda večinoma omejena na nekaj specifičnih sosesk, ki so jih obstreljevale jugoslovanske varnostne sile. Ob koncu vojne so Srbi postali žrtve nasilja, ki so ga zagrešili albanski skrajneži skrajneži s Kosova. Srbe so večkrat ubile množice skrajnežev s Kosova, ker so v javnosti govorili srbsko ali so se predstavili kot Srbi. Nasilje je doseglo vrhunec leta 2004, ko so se skrajneži s Kosova selili iz bloka v blok ter napadali in ropali domove preostalih Srbov. Večina od 45.000 srbskih prebivalcev mesta je pobegnila s Kosova in danes jih je v mestu le še nekaj deset.

### 21. stoletje
Novi terminal mednarodnega letališča Priština je bil odprt oktobra 2013 in je bil zgrajen kot odgovor na naraščajoče povpraševanje po letalskih prevozih na Kosovu.] Novembra istega leta je bila dokončana avtocesta R7 kot del avtoceste Albanija-Kosovo (A1 v Albaniji), ki povezuje Prištino in albansko mesto Drač na albanski obali Jadranskega morja. Drug obsežen razvoj za mesto je bila dokončanje avtoceste R6 leta 2019, ki povezuje Prištino s Skopjem, glavnim mestom Severne Makedonije.

## Geografija
Priština leži na aluvialni ravnini v regijah Llap in Kosovo čez hribovje Golak v osrednjem in vzhodnem Kosovu. Vodna telesa v občini Priština so jezera Badovc in Batlava ter reke Llapi, Prištevka in Veluša. Park Germia leži vzhodno od Prištine in se razteza severno od vasi Llukar in Kolovica, južno pa pri Badovcu.
Priština je eno od urbanih območij z največjim pomanjkanjem vode na Kosovu. Njeno prebivalstvo se mora zaradi pomanjkanja dežja in sneženja vsakodnevno spopadati z omejitvami vode, zaradi česar je oskrba z vodo v Prištini v groznem stanju. Oskrba z vodo prihaja iz dveh glavnih rezervoarjev, jezera Batlava in jezera Badovc. Vendar pa obstaja veliko težav z oskrbo z vodo iz teh dveh rezervoarjev, ki oskrbujeta 92 % prebivalstva Prištine. Zato so oblasti okrepile svoja prizadevanja za rešitev razmer in zagotovitev, da se takšne krize ne bodo ponovile v mestu.

### Podnebje
Po Köppnovi podnebni klasifikaciji Priština spada na obrobje oceanskega podnebnega območja (Cfb) s povprečno letno temperaturo 10,6 °C. Najtoplejši mesec v Prištini je avgust s povprečno temperaturo, ki se dvigne na 21,8 °C , najhladnejši mesec pa je januar s povprečno temperaturo, ki pade na -0,6 °C. Priština ima zmerno podnebje s povprečno 2909,69 sončnimi urami letno. Julij je najbolj sončen mesec v letu s povprečno približno 11,5 sončnimi urami na dan, medtem ko je januarja povprečno število sončnih ur manj kot 4,5 ure na dan.

## Gospodarstvo
Priština je srce gospodarstva Kosova in je ključnega pomena za stabilnost države. Terciarni sektor je najpomembnejši za gospodarstvo mesta in zaposluje več kot 75 % delovne sile Prištine. 20 % delovno aktivnega prebivalstva predstavlja sekundarni sektor, sledi pa primarni sektor z le 5 %.
Priština je glavna turistična destinacija na Kosovu in glavna zračna vrata v državo. Znana je kot univerzitetno središče študentov iz sosednjih držav, kot so Albanija, Severna Makedonija, Črna gora in Srbija. Leta 2012 je turizem v Prištini privabil približno 100.000 tujih obiskovalcev. kar predstavlja 74,2 %. Večina tujih turistov prihaja iz Albanije, Turčije, Nemčije, Združenih držav Amerike, Slovenije, Črne gore in Severne Makedonije, število obiskovalcev od drugod pa vsako leto narašča.
Mesto ima veliko število luksuznih hotelov, sodobnih restavracij, barov, pubov in zelo velikih nočnih klubov. Kavarne so reprezentativna ikona Prištine in jih je mogoče najti skoraj povsod. Največja hotela v mestu sta Swiss Diamond in Grand Hotel Prishtina, ki se nahajata v središču mesta. Drugi večji hoteli v Prištini vključujejo hotel Emerald, hotel Sirius in hotel Garden.
Med najbolj obiskane znamenitosti v bližini mesta spadata jezero Batlava in Marmorna jama, ki sta tudi med najbolj obiskanimi kraji v državi. Priština je med drugo svetovno vojno igrala zelo pomembno vlogo, saj je bila zatočišče za Jude, katerih pokopališča je zdaj mogoče obiskati. Približno 22 km od Prištine v smeri Gnjilana se nahaja tudi medvedje zatočišče, ki je turistična destinacija za domače in tuje turiste.
- Pogled na Prištino z juga
- Priština je dom največjih podjetij na Kosovu
- Eden od medvedjih zatočišč Prištine

## Kultura
V Prištini so največje kulturne ustanove v državi, kot so Narodno gledališče Kosova, Narodni muzej arheologije, etnografije in naravoslovja, Narodna umetniška galerija in Etnološki muzej. Narodna knjižnica Kosova ima več kot 1,8 milijona knjig, periodičnih publikacij, zemljevidov, atlasov, mikrofilmov in drugega knjižničnega gradiva.
V Prištini je veliko tujih kulturnih ustanov, vključno z Albanskim albanološkim inštitutom, francosko Alliance Française, Britanskim svetom[91] ter nemškim Goethe-Institutom in fundacijo Friedrich Ebert. V Prištini je bila ustanovljena tudi informacijska pisarna Sveta Evrope.
Od 426 zaščitenih zgodovinskih spomenikov na Kosovu jih je 21 v Prištini. Veliko teh spomenikov izvira iz bizantinskega in osmanskega obdobja.
Od leta 1945 so jugoslovanske oblasti začele graditi moderno Prištino z idejo »uničiti staro, zgraditi novo«. Ta modernizacija je privedla do velikih sprememb v strukturi stavb, njihovi funkciji in okolici.
Vendar pa so se ohranile številne vrste spomenikov, vključno s štirimi mošejami, obnovljeno pravoslavno cerkvijo, osmansko kopeljo, javnim vodnjakom, stolpom z uro, več tradicionalnimi hišami ter stavbami z evropsko arhitekturo, kot je Muzej Kosova. Ti simbolizirajo zgodovinski in kulturni značaj Prištine, kot se je razvijala skozi stoletja v duhu osvajalskih imperijev (rimskega, bizantinskega, osmanskega in avstro-ogrskega).
Knjižnica Hivzi Sylejmani je bila ustanovljena leta 1945 in je ena največjih knjižnic glede na število knjig v svojem inventarju, ki znaša skoraj 100.000. Vse te knjige so na voljo registriranim bralcem knjižnice.
Mbretëresha e Dardanisë (Kraljica Dardanije) ali Hyjnesha ne Fron (Boginja na prestolu) je artefakt, ki so ga našli med izkopavanji leta 1955 na območju Ulpiane, predmestja Prištine. Izvira iz obdobja 3500 pr. n. št. v neolitiku in je narejen iz gline. 
V Prištini sta tudi Hamami i Qytetit (Mestno kopališče) in hiša Emina Gjike, ki je bila preurejena v Etnografski muzej. Priština ima tudi svoj občinski arhiv, ki je bil ustanovljen v 1950-ih in hrani vse dokumente mesta, občine in regije.
- Boginja na prestolu je eden najdragocenejših arheoloških artefaktov v državi in je bila sprejeta kot simbol Prištine
- Kosovski muzej je najstarejša ustanova kulturne dediščine na Kosovu
- Ura je služila kot sredstvo obveščanja mesta, da bi ljudje vedeli, kdaj moliti, in da trgovci zapirajo svoje trgovine
- Etnološki muzej

## Zunanje pove4zave
- Municipality of Pristina – Official Website
- »Prishtina« . Enciklopedija Britannica (v angleščini). Zv. 22 (11. izd.). 1911. str. 361.